# Morton Heilig
Morton Heilig, né le 22 décembre 1926 et mort le 14 mai 1997, est un inventeur américain, pionnier de la réalité virtuelle, et réalisateur de films. Il applique son expérience de réalisateur pour concevoir dans les années 1960 avec un partenaire le sensorama (en), une machine multisensorielle, en avance sur son époque.

## Biographie
Morton Heilig est diplômé de l'Université de Chicago en 1944. Après un passage dans l'armée américain, il travaille à l'hôpital de Marseille en 1947. Il voyage et habite notamment en France, au Mexique, en Italie et en Chine.

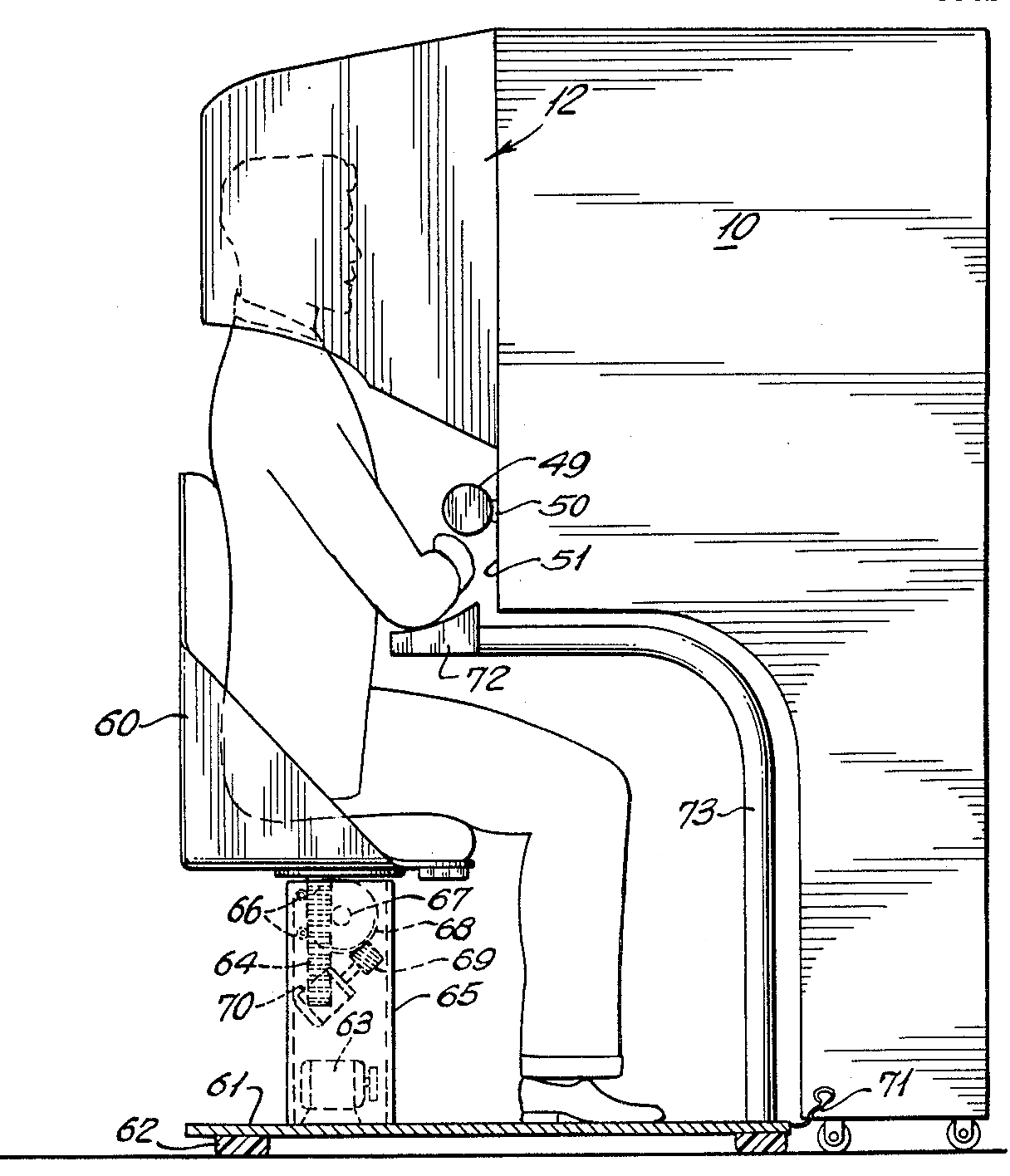
Prototype du sensorama

Il conçoit et développe le sensorama (en), une sorte de console d'arcade avec des capteurs sensoriels, à partir de 1957, et dépose un brevet approuvé en 1962. Il décrit lui-même son invention comme une « télévision téléscopique à usage individuel ». Sa machine, en avance sur son temps, a été limitée par la technologie disponible à l'époque et n'a pas rencontré le succès escompté. Il a cependant été désigné comme étant le « père de la réalité virtuelle ».

## Filmographie
Morton Heilig était producteur, réalisateur et moteur de films de courts métrages, tels que Assembly Line (1961) et Destination: Man (1965), ainsi que Once en 1974, récompensé par le Festival international de Long Island.
En tant que réalisateur de cinéma, Morton Heilig est fasciné par les films 3D et le Cinérama. Il a été notamment consultant pour les effets 3D pour les films Walt Disney Pictures.

## Galerie

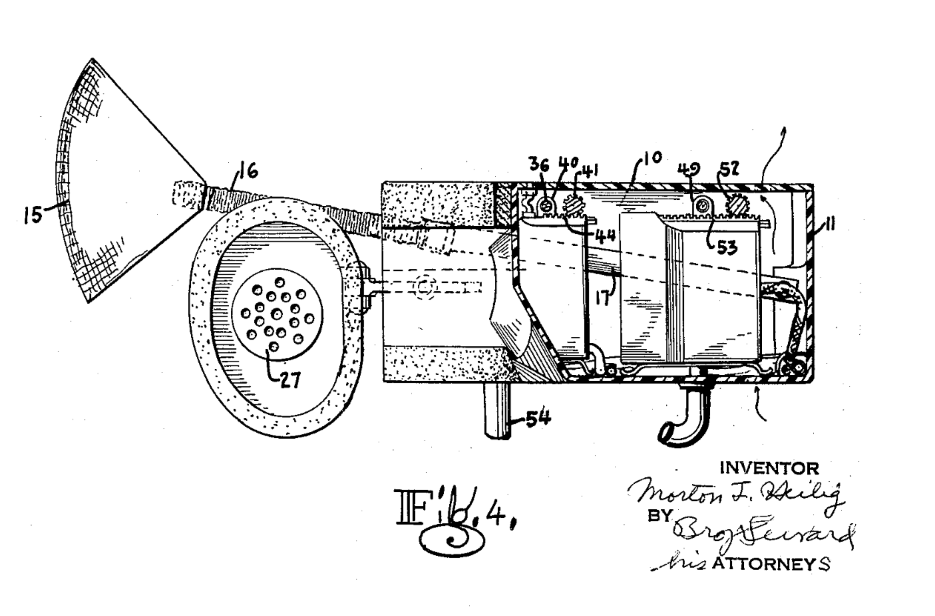
Schéma de Morton Heilig pour dépôt de brevet
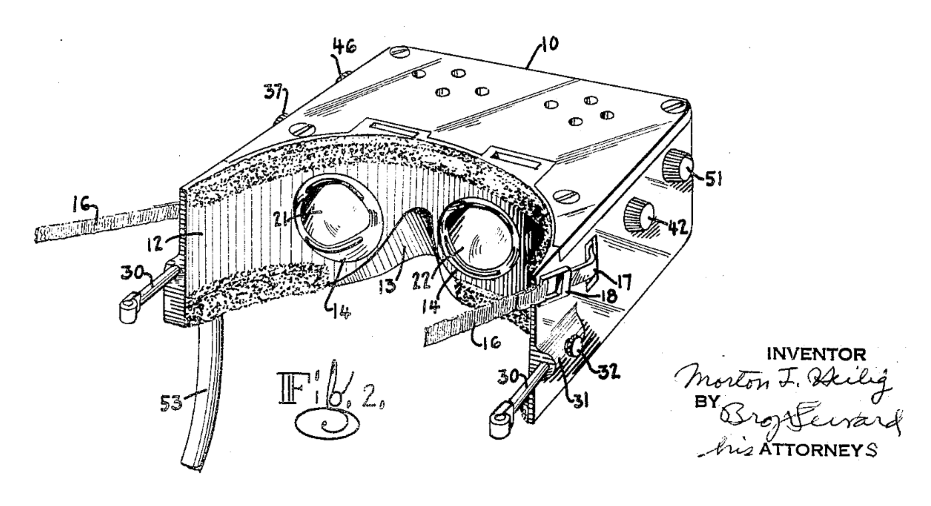
Schéma de Morton Heilig pour un précurseur de casque de visualisation
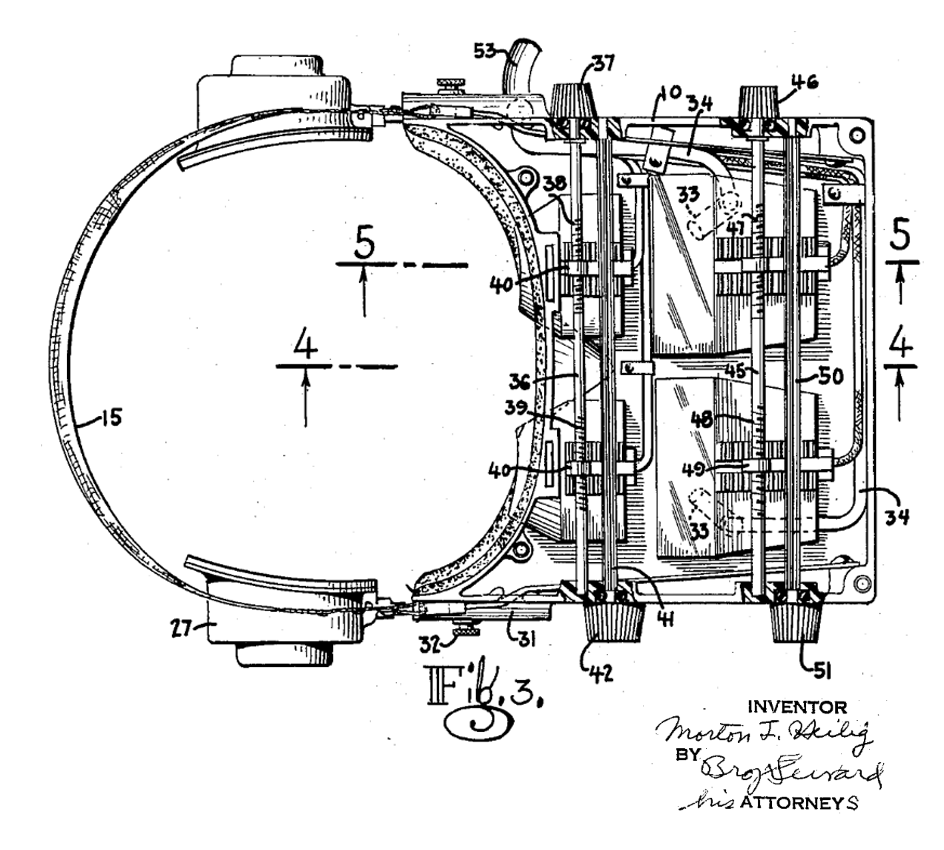